# 白花山柰
白花山柰（学名：Kaempferia candida）为姜科山柰属下的一个种。

## 扩展阅读
- 維基物種上的相關：白花山柰